# Pacyficzka okopcona
Pacyficzka okopcona (Pomarea fluxa) – gatunek małego ptaka z rodziny monarek (Monarchidae). Zasiedlał niezamieszkaną wyspę Eiao w Polinezji Francuskiej. Uznany za wymarły.

## Taksonomia
Po raz pierwszy gatunek opisali Robert Cushman Murphy i Gregory Mathews w 1928 na łamach American Museum Novitates. Nadali mu nazwę Pomarea iphis fluxa, uznając go za podgatunek pacyficzki żałobnej (Pomarea iphis). Obecnie (2021) Międzynarodowy Komitet Ornitologiczny uznaje pacyficzkę okopconą za odrębny, monotypowy gatunek. Holotyp został odłowiony 27 września 1922. Na Eiao pozyskano również inne okazy, także w październiku.

## Morfologia
Długość ciała wynosi około 17 cm. Wymiary szczegółowe dla 7 samców i 5 samic: długość skrzydła 79–86 mm, długość ogona 69–77 mm, długość górnej krawędzi dzioba 10–10,8 mm, długość skoku 26–27 mm, długość środkowego palca z pazurem 16,5–18 mm. U samca większość upierzenia czarna i połyskliwa. Na grzbiecie występują miejscami białe pióra, podobnie jak w niższej części piersi i na brzuchu. Pokrywy podogonowe czarne. Dziób ciemny, szaroniebieski. Nogi czarne. Samica z wierzchu jasnobrązowa, miejscami występują białe pióra; kantarek rdzawobrązowy. Spód ciała biały. Na gardle widoczne są czarne pasy. Osobniki młodociane podobne do samic, ale z intensywniejszym paskowaniem.

## Zasięg występowania, ekologia
Endemit Eiao (Polinezja Francuska). Występowały na niskich wysokościach w suchych lasach, żywiły się owadami.

## Status
IUCN uznaje pacyficzkę okopconą za gatunek wymarły (EX, Extinct). Do wymarcia mogły przyczynić się zdziczałe koty, szczury polinezyjskie (Rattus exulans) i najprawdopodobniej szczury śniade (Rattus rattus). Wymarcie pacyficzek okopconych zbiegło się w czasie z introdukcją na wyspę mniszek przepasanych (Lonchura castaneothorax); być może zaraziły pacyficzki obcą dla nich chorobą. Suche lasy rosnące na niskich wysokościach zostały zniszczone przez wypas owiec, wprowadzonych na wyspę w latach 80. XIX wieku. Po raz ostatni pacyficzkę okopconą zaobserwowano w 1977; poszukiwania prowadzone w 1987 i w latach późniejszych zakończyły się niepowodzeniem, gatunek uznano za wymarły.